# Wapen van Eindhoven
Het wapen van de Nederlandse gemeente Eindhoven heeft in zijn bestaan twee verschijningsvormen gekend. Het wapen is gebaseerd op het wapen van de landheren van Brabant en van Cranendonck.

## Geschiedenis
Het oudste bekende wapen van Eindhoven werd gebruikt op een zegel uit 1282. De stad zelf verkreeg in 1232 stadsrechten. In de 16e eeuw werd het wapen, dus op een schild, ook als wapen gebruikt, in die periode werden ook de kleuren bekend.
Alleen gedurende de Franse Tijd gebruikte Eindhoven zegels en een stadswapen met een andere voorstelling. In die tijd stond er een vrijheidsbeeld op.

## Symboliek
De hoorns zijn afkomstig van het familiewapen van het geslacht Van Horne. Een zijtak Cranendonck van deze adellijke familie kreeg in de 13de eeuw de heerlijkheid Eindhoven (gebied en feodale rechten) in bezit. De leeuw is afkomstig van het wapen van de Hertog van Brabant. De leeuw symboliseert diens macht.
De kroon op het wapen is een gravenkroon, geen koningskroon. Deze is in de 17e eeuw toegevoegd aan het wapen van Eindhoven.

## Blazoen
Omdat er twee versies van hetzelfde wapen zijn, zijn daar ook twee beschrijvingen van, te weten:

### Blazoen van 1817
Tussen 16 juli 1817 en 17 oktober 1923 gold de volgende beschrijving:
Gedeeld: I in azuur een leeuw van goud, II in azuur 3 posthoorns van goud. Het schild gedekt met een gouden kroon van 5 bladeren en 4 parels.
Het wapen was in tweeën gedeeld: rechts (voor de kijker links) een blauw veld met een gouden leeuw, en links (voor de kijker rechts) een blauw veld met daarop drie gouden posthoorns. Het schild was gedekt door een gouden kroon van vijf bladeren met daartussen vier parels.
Het wapen is uitgevoerd in rijkskleuren, ondanks dat de kleuren van het stadswapen bekend zijn uit het 16de-eeuwse wapenboekje Brocx: “een Roden lew int wit velt, staende over eijnd tegens drie witte hornen int root velt”. Na een fusie met omliggende dorpen heeft men dit in 1923 bij een aanvraag van een nieuw wapen willen corrigeren. Tevens wilde men de vijfbladige kroon op het wapen handhaven.

### Blazoen van 1923
De beschrijving, die sinds 17 oktober 1923 voor het wapen geldt, luidt als volgt:
Gedeeld: I in zilver een leeuw van keel, II in keel 3 paalsgewijze gerangschikte posthoorns van zilver, beslagen, geopend en gemond van hetzelfde. Het schild gedekt met eene vijfbladerige kroon van goud.
De voorstellingen op dit schild zijn gelijk aan die van het oude wapen, maar vertonen nu de Brabantse kleuren. De leeuw staat nu op een zilveren veld en is zelf rood van kleur. De posthoorns zijn nu zilver en staan op een rood veld.